# Phyllonorycter helianthemella
Phyllonorycter helianthemella is een vlinder uit de familie mineermotten (Gracillariidae). De wetenschappelijke naam is voor het eerst geldig gepubliceerd in 1861 door Herrich-Schäffer.
De soort komt voor in Europa.